# Creófilo
Creófilo de Samos (en griego antiguo, Κρεώφυλος ὁ Σάμιος) fue un poeta de la Antigua Grecia originario de la isla de Samos, aunque a veces se le hace originario de Quíos. La tradición lo consideraba contemporáneo de Homero; se decía que pudo ser su yerno, por lo que habría vivido en el siglo VIII a. C.

## Biografía
Creófilo es uno de los poetas cíclicos que narraron epopeyas pertenecientes a la mitología griega. Tal vez compuso el poema épico La toma de Ecalia (Οἰχαλίας ἅλωσις), que algunos atribuyeron a Homero.